# Gymnosporia annobonensis
Gymnosporia annobonensis là một loài thực vật có hoa trong họ Dây gối. Loài này được Loes. & Mildbr. mô tả khoa học đầu tiên năm 1934.